# Geographische Gesellschaft zu Leipzig
Die Geographische Gesellschaft zu Leipzig e.V. ist ein gemeinnütziger wissenschaftlicher Verein zur Förderung der Geographie und geographischen Wissens in der Bevölkerung sowie der geographischen Forschungstätigkeit in der Stadt und Region Leipzig. Der Verein steht in der Nachfolge des 1861 in Leipzig gegründeten Vereins von Freunden der Erdkunde und hat seinen Sitz am Leibniz-Institut für Länderkunde. Er ist Mitglied der Deutschen Gesellschaft für Geographie (DGfG).

## Geschichte
Am 11. März 1861 gründeten 17 Männer (acht Wissenschaftler, fünf Unternehmer und Bankiers sowie je zwei Verleger und königlich sächsische Beamte) in Leipzig den Verein von Freunden der Erdkunde; laut Statuten mit dem Zweck, „die Erdkunde im weitesten Sinne zu fördern“ – zunächst durch Versammlungen, in denen Vorträge zur Geographie gehalten wurden. Der Verein war die vierte geographische Gesellschaft dieser Art in Deutschland, spätere Vereinsgründungen in Städten wie Dresden und Halle wurden durch die Leipziger angeregt. Zum ersten Vorsitzenden wurde Julius Victor Carus gewählt, zu den Gründungsmitgliedern zählten unter anderem Karl Christian Bruhns, Hermann Brockhaus, Albert Dufour-Féronce, Berend Wilhelm Feddersen, Heinrich Leberecht Fleischer, Wilhelm Roscher und Henry Lange. Kurze Zeit später wurde vom Verein die Leipziger Carl-Ritter-Stiftung mit dem Ziel ins Leben gerufen, „grössere Reiseunternehmungen und die Veröffentlichung kostspieligerer geographischer Werke zu unterstützen“, später folgten weitere Stiftungen. Am Ende des ersten Geschäftsjahres hatte der Verein bereits 75 Mitglieder. 1866 wurden erstmals Ehrenmitglieder ernannt, darunter international namhafte Wissenschaftler, die Zahl wuchs bis 1936 auf 67 an.
Der Verein unterstützte mit der Carl-Ritter-Stiftung finanziell mehrere Expeditionen, so zum Beispiel die von Karl Moritz von Beurmann, der 1862 versuchte, das Schicksal des in Wadai verschollenen Reisenden Eduard Vogel aufzuklären (Eduard Vogel war Sohn des Vereinsmitbegründers Carl Vogel, städtischer Realschuldirektor und Verfasser mehrerer Schulbücher – nicht zu verwechseln mit dem gleichnamigen Kartographen Carl Vogel) Zudem unternahm der Verein auch eigene Forschungsreisen. 1898 stiftete der Verein zur Würdigung Vogels eine Ehrenmedaille, die zwischen 1901 und 1938 achtmal verliehen wurde. 1911 wurde der Verein in Gesellschaft für Erdkunde zu Leipzig umbenannt, anlässlich des 50-jährigen Bestehens fand in der Leipziger Kongresshalle eine Jubiläumsfeier statt. Der Verein hatte zu diesem Zeitpunkt über 1.000 Mitglieder. Zu den Vortragenden in dieser Zeit zählten Fridtjof Nansen, Roald Amundsen und Sven Hedin.
Während des Ersten Weltkriegs, der Weltwirtschaftskrise und des Zweiten Weltkrieges musste die Vereinstätigkeit bis auf das Vortragsprogramm stark eingeschränkt werden, durch die Inflation gingen die Vermögen des Vereins und der Stiftungen weitestgehend verloren. 1936 feierte der Verein zum 75-jährigen Bestehen das Jubiläum mit einem Festakt im Neuen Rathaus, bei dem der Leipziger Oberbürgermeister Carl Friedrich Goerdeler die Festansprache hielt.
Nach dem Zweiten Weltkrieg durfte die Gesellschaft ihre Arbeit nicht fortführen, das Vereinsvermögen wurde eingezogen. 1946 wurde die vereinseigene Bibliothek (Bestand 1936: etwa 30.000 Bände) an das Deutsche Institut für Länderkunde übergeben. Zwei Jahre später gründete sich die Nachfolgegesellschaft des Vereins, der Leipziger Arbeitskreis für Erdkunde, ab 1949 dem Kulturbund der DDR angehörend. 1954 entstand die Geographische Gesellschaft der DDR, der Arbeitskreis für Erdkunde fungierte ab diesem Zeitpunkt als Leipziger Ortssektion der Gesellschaft. 1957 hatte die Sektion, die monatliche Vortragsabende abhielt, mehr als 500 Mitglieder. 1964 und 1981 wurden in Leipzig Geographenkongresse organisiert, Fachexkursionen der Gesellschaft in das Ausland wurden häufig von Mitgliedern der Leipziger Sektion geleitet. Ein großer Vorteil für die Vereinstätigkeit war die Tatsache, dass das Sekretariat der Geographischen Gesellschaft der DDR im Deutschen Institut für Länderkunde in Leipzig untergebracht war.
Nachdem im Rahmen der Deutschen Wiedervereinigung die Geographische Gesellschaft der DDR und somit auch die Leipziger Ortssektion aufgelöst worden war, gründete sich am 5. Februar 1991 der Verein als Geographische Gesellschaft zu Leipzig e.V. neu, der Eintrag in das Vereinsregister erfolgte am 28. Februar 1992. Die Schwerpunkte der Tätigkeit des Vereins liegen seitdem in der „Verbreitung geographischen Wissens an alle interessierten Bürger durch Vorträge und Exkursionen, Förderung der geographischen Forschungstätigkeit in der Stadt und Region Leipzig, Weiterbildung von Geographielehrern“. 2011 feierte die Gesellschaft mit der Ausstellung 150 Jahre Geographie in Leipzig ihr 150-jähriges Jubiläum.

## Veröffentlichungstätigkeit
Zwischen 1862 und 1943 veröffentlichte der Verein eine eigene Publikationsreihe unter drei verschiedenen Bezeichnungen: den Jahresbericht des Vereins von Freunden der Erdkunde zu Leipzig (1862–1872), Mitteilungen des Vereins für Erdkunde zu Leipzig (1873–1911) und Mitteilungen der Gesellschaft für Erdkunde zu Leipzig (1912–1943). Neben den Vereinsmitteilungen wurden darin auch Aufsätze aus der Geographie, der Länderkunde sowie aus anderen Bereichen der Geowissenschaften publiziert. So wurde beispielsweise 1868 postum das von Karl Moritz von Beurmann verfasste Glossar der semitischen Sprache Tigre veröffentlicht. Karl Christian Bruhns veröffentlichte ab dem vierten Band bis 1880 seine Meteorologischen Beobachtungen, angestellt auf der Universitäts-Sternwarte in Leipzig, diese ausführlichen und mit Diagrammen versehenen Beschreibungen der Wetterverhältnisse Leipzigs wurden bis 1888 durch das Königlich-sächsische Meteorologische Institut Chemnitz weitergeführt. Außerdem gab es in den Publikationen Übersichten über die Bestände und Zuwächse der Vereinsbibliothek sowie in den letzten Bänden auch Buchbesprechungen.
Zwischen 1881 und 1938 gab der Verein außerdem die elfteilige Reihe Wissenschaftliche Veröffentlichungen des Vereins bzw. der Gesellschaft für Erdkunde zu Leipzig heraus.
Zu DDR-Zeiten wurde von Mitgliedern der Sektion Leipzig der Geographischen Gesellschaft der DDR in der Zeitschrift Geographische Berichte. Mitteilungen der Geographischen Gesellschaft e.V (1956–1990) sowie in der Reihe Wissenschaftliche Abhandlungen der Geographischen Gesellschaft der Deutschen Demokratischen Republik (1957–1989) zahlreiche Aufsätze veröffentlicht.

## Namhafte Vorsitzende
(Quelle:)
- Julius Victor Carius (1823–1903; Vorsitz 1861–1866), Zoologe, Anthropologe
- Karl Christian Bruhns (1830–1881; Vorsitz 1869–1878), Astronom, Geodät
- Ferdinand von Richthofen (1833–1905; Vorsitz 1883–1886), Geograph, Kartograph, Forschungsreisender
- Ferdinand Zirkel (1838–1912; Vorsitz 1878–1883), Geologe
- Hermann Credner (1841–1913; Vorsitz 1904–1906), Geologe, Mineraloge, Paläontologe
- Friedrich Ratzel (1844–1904; Vorsitz 1886–1892 und 1897–1898), Geograph, Zoologe
- Joseph Partsch (1851–1925; Vorsitz 1906–1910, 1912–1916, 1919–1921), Geograph
- Carl Chun (1852–1914; Vorsitz 1901–1904), Zoologe, Tiefseeforscher
- Hans Meyer (1858–1929; Vorsitz 1882–1897, 1898–1901, 1910–1912 und 1919–1921), Geograph, Verleger, Afrikaforscher
- Max Le Blanc (1865–1943; Vorsitz 1916–1919), Elektrochemiker
- Wilhelm Volz (1870–1958, Vorsitz 1925–1928), Geograph, Geologe
- Franz Kossmat (1871–1938; Vorsitz 1922–1925), Geologe, Mineraloge, Geophysiker
- Rudolf Reinhard (1876–1946; Vorsitz 1934–1945), Wirtschaftsgeograph, Museumsleiter[25]
- Ludwig Weickmann (1882–1961; Vorsitz 1928–1931),  Geophysiker, Meteorologe
- Heinrich Schmitthenner (1887–1957; Vorsitz 1928–1931), Geograph
- Edgar Lehmann (1905–1990; Vorsitz 1953–1966), Geograph, Kartograph[13]